# 片岡五郎
片岡 五郎（かたおか ごろう、1944年1月24日 - ）は、日本の俳優・タレント。本名は品川 光雄（しながわ みつお）。旧姓及び旧芸名は片岡 光雄（かたおか みつお）。妻は美容家のマダム路子、義理の息子にお笑いコンビ・品川庄司の品川祐がいる。
1944年誕生。法政大学卒業。大学時代から、青春スターとして映画・テレビ・舞台・Vシネで活躍。40代より魅力人学育成活動に転身。マダム路子の魅力学講座と華麗なる遺書のユ―チューブ制作。

## 来歴
俳優座養成所の第15期生で、1960年代は『青春とはなんだ』等の青春ドラマで活躍。
70年代 - 90年代はその強面とドスの聞いた声から悪役としてもブレイク。時代劇の悪代官や刑事ドラマの凶悪犯などで出演している。1980年代前半は日活ロマンポルノ作品にも度々出演した。当初『太陽にほえろ!』には山東昭子と共にセミレギュラーとして出演予定であったが、山東が議員になったことでセミレギュラーとしてではなく、後に犯人役などで同番組に出演することになった。
現在は経営コンサルタントとしての顔も持ち、俳優業の傍ら、講師や文筆活動に重点を置いて活躍中。青春ドラマ『俺たちの旅』で演じた田中健の上司役と同様、企業戦士の育成に尽力。また、一般法人国際魅力学会理事長を務め、国際魅力学会運営によるインターネットテレビ「JapanアクターズTV」 を立ち上げ、社会的にまた外見的に魅力的な各分野での著名な人物を「魅力人」と呼び称し広く一般への紹介を行うことに注力。同時に若手の俳優の出演機会の提供などを通し俳優育成への協力をも行っている。また、学校や家庭・地域の中に自分の「居場所」を見出せない子どもや若者たちが集まるスペース「特定非営利活動法人フリースペースたまりば」にて俳優業で培ったチャンバラを用いたコミュニケーション法「ちゃんばらごっこ」の指導とその指導者育成に取り組んでいる。
2007年3月に永年交際があったマダム路子（品川祐の母）と正式に結婚した。なお、結婚に際し戸籍上の姓を妻・路子の姓である品川姓に改姓した。現在孫が6人いる。

## 人物
特技は日本舞踊、柔道。

## 出演

### 映画
- 太平洋の翼 （1963年、東宝） - 玉井二飛曹[3]
- けんかえれじい （1966年、日活） - タクアン
- 必殺仕掛人 （1973年、松竹）
- 新幹線大爆破 （1975年、東映） - 警察庁刑事・佐原
- 人間の証明 （1977年、東映） - 群陽平（三船敏郎）の秘書
- 八つ墓村 （1977年、松竹）
- 日本の首領 完結篇 （1978年、東映） - マイク清島
- 高校大パニック（1978年、狂映舎-にっかつ） - 刑事
- 戦国自衛隊 （1979年、東宝） - 館川勝増
- クライマックス 犯される花嫁 （1980年、にっかつ） - 国井礼吉
- 駅 STATION （1981年、東宝） - 西田
- 白薔薇学園 そして全員犯された （1982年、にっかつ） - 芹沢
- 宇能鴻一郎の女医も濡れるの （1982年、にっかつ） - 荒又立造
- 凶弾（1982年、松竹）- 銃砲店の主人
- お姉さんの太股 （1983年、にっかつ） - 青木
- 悪魔の人質 （1983年、にっかつ） - 警官
- 縄姉妹奇妙な果実 （1984年、にっかつ） - 刑事
- 生きてるうちが花なのよ 死んだらそれまでよ党宣言 （1985年、ATG） - 児玉
- スケバン刑事（1987年、東映） - 影沼
- 海へ See You （1988年、東宝） - 山内
- ミンボーの女 （1992年、東宝） - ホテルマン
- シコふんじゃった。 （1992年、東宝） - 林主審
- 爆! BAKU （1992年、日本ビクター） - 梅宮
- 国会へ行こう!（1993年、東宝）
- Shall we ダンス? （1996年、東宝） - ブルースの丈
- 修羅がゆく5 広島代理戦争 （1997年、Knack） - 熊野組組長 狩屋敏雄
- 借王6 ナニワ相場師伝説 （1999年、日活） - 曽根潔
- 平成金融道 裁き人 （1999年、東映ビデオ） - 星島一心
- 狂弾2 アジア暴力地帯 （2000年、アーバンタイムス） - 郷田武男
- 新・仁義の墓場 （2002年、大映） - 富田

### テレビドラマ
- 青春とはなんだ （1965年 - 1966年、NTV）
- これが青春だ （1966年 - 1967年、NTV）
- でっかい青春 （1967年 - 1968年、NTV）
- 進め！青春　（1968年、NTV）
- 特別機動捜査隊 （NET）
  - 第343話「夢の崩れるとき」（1968年） - 脇田
  - 第598話「黄色い性の風化」（1973年） - 満
  - 第702話「消えた一千万円」（1975年） - 愛川直樹
- 進め! 青春 第9話「壊れた優勝盃」（1968年、NTV）
- 戦え! マイティジャック 第25話、第26話「希望の空へ飛んで行け!（前編、後編）」（1968年、CX） - 舟木一郎隊員[注釈 1]
- 柔道一直線 第18話「勝て! 勝て! 勝て!」（1969年、TBS）
- フラワーアクション009ノ1 第6話「宇宙ロケットを奪回せよ」（1969年、CX） - 敵組織のメンバー
- 東京バイパス指令 第61話 「ギャンブル往来」（1970年、NTV）
- ヤングアクション プロフェッショナル （1970年、TBS）
- 千葉周作 剣道まっしぐら（1970年、TBS）- 新之助
- ウルトラシリーズ（TBS）
  - 帰ってきたウルトラマン 第18話 「ウルトラセブン参上!」（1971年） - MATステーション隊員
  - ウルトラマンA 第39話「セブンの命! エースの命!」（1972年） - 梅津三郎（ファイヤー星人）
  - ウルトラマンタロウ 第4話「大海亀怪獣東京を襲う!」（1973年） - 白井
- さぼてんとマシュマロ （1971年 - 1972年、NTV）
- 大河ドラマ（NHK）
  - 新・平家物語 （1972年） - 今井兼平
  - 峠の群像 （1982年） - 早見藤左衛門
- 太陽にほえろ! （NTV）
  - 第1話「マカロニ刑事登場!」（1972年） - 竹内六郎
  - 第4話「プールサイドに黒いバラ」（1972年） - 同上
  - 第24話「ジュンのお手柄」（1972年） - 同上
  - 第260話「宝くじ」（1977年） - 池内達雄
  - 第289話「殿下と少年」（1978年） - 牧野昭夫
  - 第357話「犯罪スケジュール」（1979年） - 相沢
  - 第670話「ドック潜入! 泥棒株式会社」（1985年） - 深谷史郎
- さすらいの狼 第20話「上州ピエロの憤り」（1972年、NET）
- プレイガール 第182話「たまき撃たる!!」（1972年、12ch）
- 荒野の素浪人（NET）
  - 第1シリーズ 第50話「女郎花 暁の脱走」（1972年） - 三次
  - 第2シリーズ 第12話「鬼火の谷」（1974年） - 山賊・竜介
- ジキルとハイド 第5話「石上ユリの場合…」（1973年、CX）
- キイハンター 第254話「それ行け! 新婚珍道中」（1973年、TBS） - 白バイ警官
- 荒野の用心棒（1973年、NET）
  - 第2話「魔の国境いに砂塵が舞って…」
  - 第15話「賞金首に群狼が吠えて…」 - 浅香又之丞
  - 第22話「謎の密輸地帯に潜入して…」 - 粕谷源之丞
- 追跡 第10話「天使の祈り」（1973年、KTV）
- 子連れ狼 （NTV）
  - 第1部 第15話「北から南 西から東」（1973年） - 黒川主水
  - 第2部 第20話「乳房あらため」（1974年） - 逆茂木新
- ダイヤモンド・アイ（1973年 - 1974年、NET） - キルト（オニカブトン）
- 大江戸捜査網（12ch→TX / 三船プロ）
  - 第94話「恐怖の街の暴れん坊」（1973年） - 忠助
  - 第110話「幻の岡っ引き」（1973年） - 同心・市村
  - 第138話「復讐は俺にまかせろ!」（1974年） - 北川
  - 第158話「さまよえる暗殺集団」（1975年） - 世直し党の旗本
  - 第203話「無残!! 父と娘の詩」（1975年）
  - 第235話「恐怖の町人斬り」（1976年） - 堀川
  - 第261話「悲しき泥棒稼業」（1976年） - 高垣藩用人・上田
  - 第278話「影なき殺人者の謎」（1977年） - 笠間藩士
  - 第303話「緊急指令! 人質を救出せよ」（1977年） - 河合主水
  - 第312話「甦えった魂なき殺人者」（1977年） - 権次
  - 第322話「悪夢に泣く少女の叫び」（1978年） - 盗賊
  - 新 大江戸捜査網 第1話「激闘! 御成敗書が闇に舞う」（1984年） - 菊池安之助
- われら青春! 第18話「男のガッツと女のハート」（1974年、NTV） - 星山学院校ラグビー部顧問
- バーディー大作戦（TBS）
  - 第13話「俺たちはダーティ・ハリー3」（1974年）
  - 第33話「ジングルベルは殺しのテーマ」（1974年）
  - 第36話「追出刑事暗殺計画!」（1975年） - 石渡吉松
- 破れ傘刀舟悪人狩り （1975年、NET）
  - 第22話「狂った白刃」 - 佐野
  - 第33話「欲望の檻の中で」 - 藤八
  - 第48話「華麗なる復讐」 - 小林
- Gメンシリーズ（TBS）
  - Gメン'75
    - 第3話「警官殺し!」（1975年）
    - 第6話「コルト自動拳銃1911A1」（1975年） - ヘロインの取引相手
    - 第105話「香港-マカオ警官ギャング」（1977年） - 交通機動隊巡査
    - 第200話「大空港の幽霊」（1979年） - 坂本（警護課SP）
    - 第206話「催眠術殺人事件」（1979年） - 電車強盗犯
    - 第217話「3時間30分 銀行支店長夫妻の秘密」（1979年） - 並木（銀行強盗犯）
    - 第241話「囚人護送」（1980年） - 佐々木刑事
    - 第253話「白バイに乗った暗殺者たち」、第254話「警視庁の女スパイ」（1980年） - 曽根
    - 第262話「真夜中の偽装殺人」（1980年） - 乃村警部
    - 第271話「警視庁パトカー盗難事件」（1980年） - 重光巡査
    - 第295話「午前6時の通り魔」（1981年） - 城西署警部補
    - 第333話「悪魔を呼ぶ子供」（1981年） - 捜査主任

  - Gメン'82 第12話「白バイVSカーアクション殺人事件」（1983年） - 赤松達三
- 剣と風と子守唄 第19話「子供のいない街」（1975年、NTV） - 村上
- はぐれ刑事（1975年、NTV） - 台東署刑事
- 俺たちの旅（1975年 - 1976年、NTV） - 井口係長（東名不動産）
- 夜明けの刑事 第56話「夜明けに白バラが散った!!」（1976年、TBS） - 高井吾郎
- 影同心II 第19話「御用地図強奪」（1976年、MBS / 東映） - 九鬼一鉄
- 隠し目付参上 第7話「金か命か体面か」（1976年、MBS）
- お耳役秘帳 第6話「おぶん破れ傘」（1976年、KTV） - 島次
- 大都会シリーズ（NTV）
  - 大都会 闘いの日々 第31話「別れ」（1976年） - 中本清
  - 大都会 PARTII
    - 第14話「切れたザイル」（1977年） - 松尾信義
    - 第26話「Gメン抹殺指令」（1977年） - 小倉光雄
    - 第42話「赤い命を奪還せよ」（1978年）
    - 第50話「射殺命令」（1978年） - 狙撃隊員

  - 大都会 PARTIII 第1話「帰って来た黒岩軍団」 - 第3話「捜査中止命令」（1978年） - 新聞記者
- いろはの"い"（1976年 - 1977年、NTV） - 松本刑事
- 伝七捕物帳 第119話「罪の身代わり子守唄」（1976年、NTV）- 権次
- 華麗なる刑事 第10話「郷里の唄が聞こえるか」（1977年、CX） - 佐伯医師
- 新選組始末記（1977年、MBS） - 平山五郎
- 祭ばやしが聞こえる 第3話（1977年、NTV）
- 俺たちの朝 第46話「ふるさとと家出娘と焼きそこないのパン」（1977年、NTV） - ツナギの兄
- 破れ奉行 第33話「深川奉行危機一髪!」（1977年、ANB） - 松井
- 新幹線公安官 第1シリーズ 第6話「逃亡・二十四時間の謎」（1977年、ANB） - 岩本刑事
- 大追跡 第6話「ワルは眠らせろ」（1978年、NTV） - 石本
- 江戸の旋風シリーズ（CX）
  - 同心部屋御用帳 江戸の旋風IV 第14話「男の涙」（1979年） - 仙吉
  - 同心部屋御用帳 新・江戸の旋風 第18話「情けと涙・日暮晋作大奮斗!!」（1980年） - 六造
- 江戸を斬る（TBS / C.A.L）
  - 江戸を斬るIV 第11話「娘軽業師危機一髪」（1979年）- 弾蔵の子分
  - 江戸を斬るVI 第5話「消えた怪盗土蜘蛛十蔵」（1981年） - 伝十
  - 江戸を斬るVII 第9話「幼い脅迫者」（1987年） - 又造
- 土曜グランド劇場 / 熱中時代 刑事編 第1話「新米刑事現わる」 （1979年、NTV） - 太田
- 俺たちは天使だ! 第5話「運が悪けりゃ女にモテる」（1979年、NTV） - 石山（竜吉会幹部）
- ザ・スーパーガール 第10話「売春殺し・危うし警部」（1979年、12ch / 東映）
- 江戸の激斗 第6話「泣くな! 新八郎友を斬れ」（1979年、CX） - 勘六
- 西部警察シリーズ（ANB / 石原プロ）
  - 西部警察
    - 第1話「無防備都市（前編）」、第2話「無防備都市（後編）」（1979年） - 工藤
    - 第10話「ホットマネー攻防戦」（1979年） - 三星商事幹部
    - 第27話「傷だらけの白衣」（1980年） - 光村和夫
    - 第38話「遥かなる故郷」（1980年） - 星島武男
    - 第45話「大激走! スーパーマシン」（1980年） - 糸島弘三
    - 第55話「新人ジョーの夜明け」（1980年） - 梶川雄二
    - 第62話「危険な情報」（1980年） - 沼部富夫
    - 第84話「危険な女」（1981年） - 根上竜二
    - 第92話「幻の警視総監賞」（1981年） - 笠松組・小田切茂
    - 第119話「マフィアからの挑戦」（1982年） - 竜神会・島崎

  - 西部警察 PART-II
    - 第3話「生命ある限り」（1982年） - 大町洋司
    - 第20話「明日への挑戦」（1982年） - 中光商会幹部
    - 第37話「戦慄のカーニバル・名古屋編」（1983年） - 半沢克也

  - 西部警察 PART-III
    - 第15話「若き獅子」（1983年） - 古賀（高見沢政治経済研究所幹部）
    - 第32話「杜の都・激震!! -宮城・前篇-」（1983年） - 溝口功一
    - 第51話「ターゲットX -鳩村刑事 絶体絶命!-」（1984年） - 蜷川竜一
    - 第64話「14年目の賭け」（1984年） - 「キングスナイト」支配人
    - 最終回スペシャル「大門死す! 男たちよ永遠に…」（1984年） - テロ集団鷹の目構成員
- 探偵物語（NTV）
  - 第5話「夜汽車で来たあいつ」（1979年） - 東条
  - 第25話「ポリス番外地」（1980年） - 猪又刑事
- そば屋梅吉捕物帳 第3話「男一匹八百八町」（1979年、12ch / 国際放映） - 倉田
- 江戸の牙 第6話「撃滅 爆破計画!」（1979年、ANB） - 捨吉
- 新五捕物帳 第68話「見習同心の傷跡」（1979年、NTV / ユニオン映画） - 仙造
- 騎馬奉行 第18話「同心、散華の賦」（1980年、KTV）
- 大捜査線 第12話「路上の結婚式」（1980年、CX / ユニオン映画）
- 影の軍団シリーズ（KTV）
  - 服部半蔵 影の軍団 第16話「ヤバイ女に手を出すな」（1980年）- 蟹丸
  - 影の軍団IV 第15話「狸と狐の嫁入り合戦」（1985年） - 伊庭
- 桃太郎侍（NTV / 東映）
  - 第187話「旅は道連れ世は無情」（1980年） - 人足
  - 第236話「世間知らずの若様作家」（1981年） - 黒木
- 爆走! ドーベルマン刑事 第17話「黒バイ部隊危機一髪!」（1980年、ANB） - 松岡
- 少年ドラマシリーズ / ぼくとマリの時間旅行 第2話「江戸の一ツ目小僧」（1980年、NHK） - 和助
- 旅がらす事件帖 第13話「野辺の送りの鬼太鼓」（1980年、KTV） - 富松十
- 特捜最前線 第210話「特命ヘリ102応答せず!」（1981年、ANB） - 宇田川清
- プロハンター 第23話「旅芸人の唄」（1981年、NTV）
- ザ・ハングマンシリーズ（ABC / 松竹芸能）
  - ザ・ハングマン 第48話「死人の恋 愛の言葉はさようなら」（1981年） - 平岡
  - ザ・ハングマンII（1982年）
    - 第2話「女王がなめた苦い水」 - 今村政男（日本至誠塾隊長）
    - 第21話「やわ肌を復讐に賭ける女」 - 小林

  - 新ハングマン 第23話「美女をエサにする国際サラ金」（1984年） - 西尾（共栄金融構成員）
  - ザ・ハングマン4 第2話「女子留学生が麻薬を運ばされる!」（1984年） - 山田会長（留学生協会）
  - ザ・ハングマンV 第2話「警官が流れ弾でOL殺し!?」（1986年） - 武田（三つ星商事 田所の用心棒）
  - ハングマンGOGO 第10話「ホラー屋敷の素敵な面々!」（1987年） - 桜井（情熱塾教師）
- 幻之介世直し帖 第18話「枯野に散った狼たち」（1982年、NTV）
- 同心暁蘭之介 第29話「死の花嫁行列」（1982年、CX）
- 噂の刑事トミーとマツ 第2シリーズ 第23話「トミマツ降伏! 悪党死の水攻め」（1982年、TBS / 大映テレビ） - 大塚（故買屋）
- 大岡越前（TBS / C.A.L）
  - 第6部 第12話「盗っ人の託した赤ん坊」（1982年5月21日） - 政次
  - 第7部 第3話「相合傘の女」（1983年5月2日） - 岩吉
  - 第8部 第6話「嘘つき婆さんの恩返し」（1984年8月27日） - 松造
  - 第9部 第13話「阿片暴いた鉄拳仁術」（1986年1月20日） - 常吉
- 水戸黄門（TBS / C.A.L）
  - 第13部 第3話「鬼が棲んでる天下の嶮 -箱根-」（1982年11月1日） - 佐吉
  - 第14部 第20話「仇を討たれに来た男 -新発田-」（1984年3月12日） - 熊七
  - 第15部 第4話「悪計暴いた身代り花嫁 -大洲-」（1985年2月18日） - 政吉
  - 第16部（1986年）
    - 第2話「闇に仕掛けた皆殺しの罠 -府中-」 - 弥之助
    - 第18話「悪が群がる隠し銀山 -大森-」 - 岩松

  - 第17部 第5話「男十手の木曽節仁義 -妻籠-」（1987年9月28日） - 岩吉
  - 第18部（1988年）
    - 第5話「恐怖の釣り天井 -宇都宮-」 - 粂次
    - 第11話「姫様・馬子が瓜二つ -犬山-」 - 為造

  - 第19部 第10話「助さんの代理亭主 -本庄-」（1989年11月27日） - 丑寅
  - 第20部（1991年）
    - 第15話「女度胸の玄海節 -小倉-」 - 鉄造
    - 第46話「印籠盗んだ女掏摸 -会津-」 - 鉄造

  - 第25部 第23話「帰らぬ兄は逃亡者 -小松-」（1997年6月2日） - 鬼若
  - 第26部 第14話「僕のじい様は黄門様 -宇土-」（1998年5月18日） - 野盗・十兵衛
  - 第27部 第20話「孫を救った燃える水 -新津-」（1999年8月2日） - 不動の亀五郎
- 火曜サスペンス劇場（NTV）
  - 誰かが殺意を（1982年12月21日）
  - 引き裂かれた白衣（1986年4月22日）
  - 妻殺し（2001年11月27日）
- 木曜ゴールデンドラマ / 幻の殺意 （1983年、YTV）
- 眠狂四郎無頼控 第4話「光る白刃に焼える女」（1983年、TX） - 本多
- 土曜ワイド劇場
  - 愛人バンク殺人事件（1984年2月11日、ANB）
  - 京都殺人案内 第9作「歌謡界のウラを暴け!」（1984年、ABC） - 米倉刑事
  - フランスグルメ殺人事件（1987年8月22日、ABC） - 刑事
  - こちら名探偵出血奉仕（1991年2月16日、ABC） - 青木達也
  - 事件 第3作「死刑を求刑された女!」（1995年、ANB） - 田丸刑事
  - なんでも屋探偵帳 第5作「隅田川に浮かんだ恩師の死体!」 （1996年、ABC） - 竜次
- ただいま絶好調! 第3話「俺はロッキーだ」（1985年、ANB / 石原プロ）
- 特命刑事ザ・コップ 第5話「女の涙に死でむくえ!」（1985年、ANB）
- 年末時代劇スペシャル / 忠臣蔵 （1985年、NTV）
- 誇りの報酬 第25話「あの美女は誰だ?!」（1986年、NTV / 東宝） - 偽造紙幣組織ボス
- 長七郎江戸日記（NTV / ユニオン映画）
  - 第1シリーズ 第116「天狗におびえる街」（1986年） -  谷井
  - 第2シリーズ SP-1「「千姫有情、母ありき」（1988年） - 星川
  - 第2シリーズ 第35話「牛吉の純情」（1988年） - 朝倉外記
- 暴れん坊将軍（ANB / 東映）
  - 暴れん坊将軍II
    - 第142話「捨て子の父は辰五郎!?」（1986年） - 岩城
    - 第169話「哀しい夜明けを待つ女!」（1986年） - 島田勘助
    - 第182話「燃える江戸城! 男たちの一番纏!」(スペシャル)（1987年） - 荒巻大五郎

  - 暴れん坊将軍III 第33話「消えた目安箱」（1988年） - 筒井栄次郎
  - 暴れん坊将軍IV 第31話「お役者新さん花の回り舞台!」（1991年） - 剣持三郎
  - 暴れん坊将軍IX 第15話「潜入! 吉宗の生母・小石川養生所の謎」（1999年） - 藤川主水正
  - 暴れん坊将軍X 第25話「狙われた琉球! 美しき姫の舞に隠された涙」（2000年） - 伊集院監物
- おんな風林火山 （1986年 - 1987年、TBS）
- あぶない刑事 第50話「狙撃」（1987年、NTV） - 西島（銀星会幹部）
- 銭形平次 第32話「間違えられた人質」（1987年、NTV） - 重吉
- 必殺剣劇人 第7話「じたばたするねぇ!」（1987年、ABC） - 加倉井蔵人
- 若大将天下ご免! 第32話「互い違いの父子鷹!」（1987年、ANB） - 疾風の久蔵
- 長七郎江戸日記 （NTV）
  - 第1シリーズ 第116話「天狗におびえる街」（1986年） - 谷井
  - 第2シリーズ
    - SP1「千姫有情、母ありき」（1988年） - 星川
    - 第35話「牛吉の純情」（1988年） - 朝倉外記
- ゴリラ・警視庁捜査第8班 （ANB）
  - 第1話「ポリス・アドベンチャー」（1989年）
  - 第15話「裏切りの報酬」（1989年）
  - 第41話「生命果つるとも」（1990年）
- 仮面ライダーBLACK RX 第24話「パパはドラキュラ」（1989年、MBS） - 武藤
- 勝手にしやがれヘイ!ブラザー 第1話（1989年10月13日、NTV）
- 将軍家光忍び旅 第7話「襲撃! 女だけの村」（1990年、ANB） - 風魔小十郎
- 女無宿人 半身のお紺 第5話「束の間の夢にて候」（1991年、TX） - 竜神の五郎蔵
- 代表取締役刑事 第22話「大人は判ってくれない」（1991年、ANB）
- 電光超人グリッドマン（1993年 - 1994年、TBS） - 馬場寛司
- ブルースワット 第8話「E.Tベイビィ」（1994年、ANB） - 杉田医師
- この世の果て（1994年、CX）
  - 第2話「目の見えぬ純愛」
  - 第4話「流血の運命」
- 静かなるドン 第19話「俺を本気で怒らせたな! 三代目、最後の大暴れ!!」（1995年、NTV）
- ピュア （1996年、CX） - 瀬川
- 金曜エンタテイメント（CX）
  - 松本清張スペシャル・火と汐（1996年） - 河内刑事
  - 浅見光彦シリーズ 第5作「別府・姫島殺人事件」 （1997年） - 笠原政幸
- 彼女たちの時代 第2話「自分の可能性を信じてますか?」（1999年、CX）
- マグロ （2007年、EX）

### Vシネマ
- ベレッタM92F 凶弾（1990年、東映ビデオ） - 安田組若頭 大川
- 名のない男 破壊!（1991年、東映ビデオ、原作：大藪春彦）
- 報復（1998年、大映） - 室山
- 平成維新伝 群狼がゆく（2000年） - 黒川連合会長代行 大文字組組長

### バラエティその他
- 親孝行プロジェクト! 人生で一番恥ずかしい休日〜品川祐編〜（2007年、EX）
- ETV特集 叱る 叱らない 叱られない… 〜企業、学校、地域では?〜（2007年、ETV）

### 舞台
- 深川安楽亭（2011年4月20日 - 24日、座・高円寺2、原作：山本周五郎、劇団ユビキタス・アジェンダ旗揚げ興業） - 岡島 役
- 江口信一座上演推進委員会「喜・感動劇 ばってん・しょんなか〜!?」（2011年9月24日-25日、三橋公民館）
- 裏の木戸は開いている（2012年4月19日 - 22日、座・高円寺2、原作：山本周五郎、劇団ユビキタス・アジェンダ第2回公演）- 藤井三郎兵衛 役
- SAKIMORI（2023年7月15日-17日、中目黒　キンタローシアター）清水よし子、一谷伸枝出演　原作：石蔵拓

### YouTube 放送番組
・魅力学チャンネル

## 著書
- 悪役が会社を救う （1999年、プロスパー企画） ISBN 4-938-69524-3
- はじめての講師デビューノート （2003年、明日香出版社） ISBN 4-756-90691-5
- 部下は必ずついてくる! 「叱る」魔術 （2004年、日本実業出版社） ISBN 4-534-03834-8
- 勝負顔 （2006年、ユウメディア） ISBN 4-902-08924-6